# ویندل، بریتیش کلمبیا
ویندل، بریتیش کلمبیا (به انگلیسی: Wynndel, British Columbia)) یک منطقهٔ مسکونی در کانادا است که در منطقه کوتنیز واقع شده‌است. ویندل ۵۹۷ نفر جمعیت دارد و ۵۳۰–۷۴۰ متر بالاتر از سطح دریا واقع شده‌است.